# Venom (film, 2005)
Venom är en amerikansk voodoo-skräckfilm från 2005 i regi av Jim Gillespie, med Agnes Bruckner, Jonathan Jackson, Laura Ramsey, Meagan Good, D.J. Cotrona och Method Man i rollerna.

## Synopsis
Venom kretsar kring ett gäng tonåringar som är fast i Louisianas bayouer samtidigt som de försöker fly från en mystisk ondska.

## Handling
När en gammal kreolkvinna fastnar i ett bilvrak i en avlägsen plats i Louisiana, är lastbilsföraren Ray på plats för att hjälpa henne. Ray vet dock inte att kvinnan utövar voodoo och att hon har en ask full med magiska talismaner i form av giftiga ormar (därav titeln). De magiska andarna leder Ray till en oväntad död och de tar sedan över hans kropp, vilket förvandlar honom till en blodtörstig zombieliknande varelse. Medan den återuppväckta Ray närmar sig staden, flyr en grupp tonåringar ledda av Eden för sina liv, samtidigt som vicesheriffen Turner försöker hitta ett sätt att hålla det mystiska hotet under kontroll. En efter en dör tonåringarna och det är nu upp till de återstående tonåringarna att hitta ett sätt att döda den onda varelsen innan den dödar dem.

## Roller
- Agnes Bruckner som Eden Sinclair
- Jonathan Jackson som Eric
- Laura Ramsey som Rachel
- D.J. Cotrona som Sean
- Meagan Good som CeCe
- Rick Cramer som Ray Sawyer
- Bijou Phillips som Tammy
- Davetta Sherwood som Patty
- Pawel Szajda som Ricky
- Method Man som Deputy Turner
- Stacey Travis som Laura Sinclair

## Produktion
I den här filmen återförenades manusförfattaren Kevin Williamson, skaparen av Scream och regissören Jim Gillespie, från Jag vet vad du gjorde förra sommaren. Filmen är baserad på videospelet Backwater. Den spelades in i Louisiana i städerna Amite, Choctaw, Hammond och New Orleans.

## Soundtrack
Musiken komponerades av James L. Venable och producerades av John Debney.

### Låtlista
1. The Click Five - "Just The Girl"
2. No Address - "When I'm Gone (Sadie)"
3. Paul Trudeau - "Nothing Comes Easy"
4. Tim Cullen - "Already There"
5. Scheflo - "Don't You Want This"
6. Doug Kershaw - "Jole Blon"
7. Courtney Jaye - "Permanent"
8. Rob Zombie - "Two Lane Blacktop"

## Release
Filmen släpptes på bio i USA den 16 september 2005. Den släpptes inte på bio i Sverige.
Venom släpptes den 17 januari 2006 på region 1 DVD i USA. Filmen släpptes på DVD den 9 augusti 2006 i Sverige.